# Großdeutschlandfahrt 1939
| Endstand nach der 20. Etappe | Endstand nach der 20. Etappe | Endstand nach der 20. Etappe |
| ---------------------------- | ---------------------------- | ---------------------------- |
| Sieger                       | Georg Umbenhauer             | 149:33:51 h (33,762 km/h)    |
| Zweiter                      | Robert Zimmermann            | + 9:45 min                   |
| Dritter                      | Fritz Scheller               | + 13:19 min                  |
| Vierter                      | Oskar Thierbach              | + 13:54 min                  |
| Fünfter                      | Robert Wierinckx             | + 13:55 min                  |
| Sechster                     | Robert Oubron                | + 16:02 min                  |
| Siebter                      | Heinz Wengler                | + 18:14 min                  |
| Achter                       | Arne Pedersen                | + 18:17 min                  |
| Neunter                      | Sylvain Grysolle             | + 23:31 min                  |
| Zehnter                      | Frans Spiessens              | + 25:41 min                  |
| Bergwertung                  | Robert Zimmermann            | 67 P.                        |
| Zweiter                      | Georg Umbenhauer             | 56 P.                        |
| Dritter                      | Léon Level                   | 55 P.                        |
| Teamwertung                  | Team Belgien                 | 449:44:40 h                  |
| Zweiter                      | Team Frankreich              | + 40:32 min                  |
| Dritter                      | Team Schweiz                 | + 47:33 min                  |

Die Großdeutschlandfahrt, eine Vorgängerin der heutigen Deutschland Tour, wurde vom 1. bis 24. Juni 1939 ausgetragen. Sie führte von Berlin über 5.049,6 Kilometer zurück nach Berlin. Die Rundfahrt war somit länger als die Tour de France und der Giro d’Italia und bot den Nationalsozialisten mit der Angliederung von Österreich die Möglichkeit, die Größe des Reiches zu demonstrieren.
Es gingen 68 Fahrer aus zwölf Teams, davon vier ausländische, an den Start. Das Ziel erreichten 41 Starter, wobei der Sieger die Distanz mit einem Stundenmittel von 33,762 km/h zurücklegte.
Erstmals gab es bei dieser Rundfahrt ein Gelbes Trikot ganz im Stile des großen Vorbildes, der Tour de France. Zudem führte der Organisator Hermann Schwartz eine Bergwertung und eine Mannschaftswertung ein.
Der Sieger der Rundfahrt, Georg Umbenhauer, sicherte sich das Gelbe Trikot im Zielsprint auf der fünften Etappe und gab es bis Berlin nicht mehr ab. Er war bereits bei der zweiten Auflage der Tour 1922 im Alter von 14 ½ Jahren an den Start gegangen. Vorjahressieger Hermann Schild konnte trotz vier Etappensiegen Umbenhauer nicht gefährden und beendete die Rundfahrt abgeschlagen auf dem 30. Platz.
Die erstmals ausgetragene Bergwertung gewann der Schweizer Robert Zimmermann. Auch die Mannschaftswertung war ganz in ausländischer Hand. Hier belegten die vier Teams aus Belgien, Frankreich, der Schweiz und ein Mixed-Team aus den Niederlanden, Dänemark und Spanien in dieser Reihenfolge die ersten vier Plätze.

## Etappen
| Etappen        | Tag      | Start – Ziel                    | km    | Etappensieger    | Gesamterster       |
| -------------- | -------- | ------------------------------- | ----- | ---------------- | ------------------ |
| 1. Etappe      | 1. Juni  | Berlin – Stettin                | 252,5 | Gerrit Schulte   | Gerrit Schulte     |
| 2. Etappe      | Juni     | Stettin – Cottbus               | 241,2 | Gerrit Schulte   | Gerrit Schulte     |
| 3. Etappe      | Juni     | Cottbus – Breslau               | 246,6 | Erich Bautz      | Hermann Siebelhoff |
| 4. Etappe      | Juni     | Breslau – Reichenbach           | 219,3 | Sylvain Grysolle | Robert Zimmermann  |
| 5. Etappe      | Juni     | Reichenbach – Chemnitz          | 210,7 | Georg Umbenhauer | Georg Umbenhauer   |
| 6. Etappe      | Juni     | Chemnitz – Nürnberg             | 287   | Frans Spiessens  | Georg Umbenhauer   |
| 7. Etappe      | Juni     | Nürnberg – Passau               | 226,1 | Ludwig Geyer     | Georg Umbenhauer   |
| 8. Etappe      | Juni     | Passau – Wien                   | 305   | Paul Langhoff    | Georg Umbenhauer   |
| 9. Etappe      | Juni     | Wien – Graz                     | 197   | Hermann Schild   | Georg Umbenhauer   |
| 10. Etappe     | Juni     | Graz – Salzburg                 | 278   | Frans Spiessens  | Georg Umbenhauer   |
| 11. Etappe     | Juni     | Salzburg – Augsburg             | 223,5 | Herbert Gerber   | Georg Umbenhauer   |
| 12. Etappe     | Juni     | Augsburg – Singen               | 250,2 | Hermann Schild   | Georg Umbenhauer   |
| 13. Etappe     | Juni     | Singen – Stuttgart              | 251,3 | Oskar Thierbach  | Georg Umbenhauer   |
| 14. Etappe     | Juni     | Stuttgart – Saarbrücken         | 229,8 | Hermann Schild   | Georg Umbenhauer   |
| 15. Etappe     | Juni     | Saarbrücken – Frankfurt am Main | 263,4 | Willy Fischer    | Georg Umbenhauer   |
| 16. Etappe     | Juni     | Frankfurt am Main – Köln        | 254,8 | Leo Amberg       | Georg Umbenhauer   |
| 17. Etappe (a) | Juni     | Köln – Dortmund                 | 197,3 | Fritz Diederichs | Georg Umbenhauer   |
| 17. Etappe (b) | Juni     | Dortmund – Bielefeld            | 140   | Sylvain Grysolle | Georg Umbenhauer   |
| 18. Etappe     | Juni     | Bielefeld – Hannover            | 279,2 | Sylvain Grysolle | Georg Umbenhauer   |
| 19. Etappe     | Juni     | Hannover – Leipzig              | 275,7 | Sylvain Grysolle | Georg Umbenhauer   |
| 20. Etappe     | 24. Juni | Leipzig – Berlin                | 221   | Hermann Schild   | Georg Umbenhauer   |